# Macruronus
Macruronus és un gènere de peixos pertanyent a la família dels merlúccids.

## Taxonomia
- Macruronus capensis (Davies, 1950)[2]
- Macruronus maderensis (Maul, 1951)[3]
- Macruronus magellanicus (Lönnberg, 1907)[4][5][6]
- Macruronus novaezelandiae (Hector, 1871)[7][8][9][10][11][12][13][14][15][16][17][18][19][20][21][22][23]